# اورلیاک
اورلیاک (به بلغاری: Orlyak) یک منطقهٔ مسکونی در بلغارستان است که در شهرستان ترول واقع شده‌است.
 اورلیاک  ۱٬۹۲۲ نفر جمعیت دارد.